# Pheidole bhavanae
Pheidole bhavanae är en myrart som beskrevs av Charles Thomas Bingham 1903. Pheidole bhavanae ingår i släktet Pheidole och familjen myror. Inga underarter finns listade i Catalogue of Life.